# 张双楼街道
张双楼街道，是中华人民共和国江苏省徐州市铜山区下辖的一个乡镇级行政单位。

## 行政区划
张双楼街道下辖以下地区：
双楼社区。